# Pont du Freixo
Le Pont du Freixo est un pont routier reliant Porto à Vila Nova de Gaia. Il permet le passage routier au-dessus du fleuve Douro.

## Caractéristiques
Il s'agit en fait de deux ponts construits côte à côte et espacés de seulement 10 cm. Chaque tablier comporte 4 voies de circulation et est composé de 8 travées dont la plus longue est de 150 mètres.

## Circulation
En 2011, 95 000 véhicules l'empruntent chaque jour.

## Source de la traduction
- (pt) Cet article est partiellement ou en totalité issu de l’article de Wikipédia en portugais intitulé « Ponte do Freixo » (voir la liste des auteurs).